# 디헤븐
디헤븐(D.Heaven)은 대한민국의 3인조 걸 그룹이다. 2010년 11월 21일 SBS 인기가요에서 〈모르는 사람처럼〉으로 데뷔하였다. 멤버는 탤런트 신지수, 유신, 푸른의 3인이었으나, 두 멤버가 탈퇴한 이후인 2012년 5월 유신 솔로로 재편되었다. 그룹명의 D는 ‘Delight(기쁨)’의 첫 글자이다.

## 구성원
- 유신 (본명: 정유신)

## 이전 구성원
- 신지수
- 푸른 (현 예명: 빨간머리앤)

## 음반 목록

### 싱글
| 번호 | 앨범 정보                                               | 트랙 리스트 |
| ---- | ------------------------------------------------------- | --- |
| 1    | 〈모르는 사람처럼〉 - 발매일: 2010년 11월 17일          | 1. 모르는 사람처럼 (Feat. 김재우 Of 나몰라 패밀리) 2. 모르는 사람처럼 3. 모르는 사람처럼(Inst.)                                |
| 2    | 〈사랑해요〉 - 발매일: 2011년 5월 9일                   | 1. 사랑해요 2. 사랑하면 뭐해 (Feat. 이아시) 3. 사랑해요 (Inst.) 4. 사랑하면 뭐해 (Feat. 이아시) (Acoustic Ver.)                |
| 3    | 〈보고싶어〉 - 발매일: 2011년 8월 17일                  | 1. 보고싶어 (With 나몰라 패밀리) 2. 보고싶어 (Inst.)                                                                           |
| 4    | 〈헤어졌어요〉 - 발매일: 2012년 5월 31일                | 1. 헤어졌어요 (Feat. H-유진) 2. 헤어졌어요 (Inst.)                                                                             |
| 5    | 〈죽을 것 같아〉 - 발매일: 2012년 7월 13일              | 1. 죽을 것 같아 (With 오윤혜) 2. 죽을 것 같아 (Inst.)                                                                          |
| 6    | 〈나 같은 건 없는 건가요〉 - 발매일: 2012년 10월 26일   | 1. 나 같은 건 없는 건가요 2. 나 같은 건 없는 건가요 (Inst.)                                                                    |
| 7    | 〈니가 미워 눈물이 흐르네〉 - 발매일: 2013년 8월 1일    | 1. 니가 미워 눈물이 흐르네 2. 니가 미워 눈물이 흐르네 (Inst.)                                                                  |
| 8    | 〈줄께〉 - 발매일: 2013년 11월 14일                     | 1. 줄께 (Feat. 타가) 2. 줄께 (Inst.)                                                                                           |
| 9    | 〈잠깐..〉 - 발매일: 2014년 5월 30일                    | 1. 눈물이 흐른다 2. 잠깐.. 3. 헤어졌어요 (Feat. H-유진) 4. 니가 미워 눈물이 흐르네 (Feat. 션 리) 5. 사랑해요 6. 잠깐.. (Inst.) |
| 10   | 〈Falling In Love〉 - 발매일: 2014년 7월 22일           | 1. Falling In Love (Feat. 션 리) 2. Falling In Love (Inst.)                                                                    |
| 11   | 〈보고싶어 Special Repackage〉 - 발매일: 2014년 8월 1일 | 1. 보고싶어 (Special Ver.) (With 김재우) 2. 보고싶어 (Special Ver.) (Inst.)                                                    |
| 12   | 〈울더라도 웃더라도〉 - 발매일: 2014년 9월 22일         | 1. 울더라도 웃더라도 (With 김현중) 2. 울더라도 웃더라도 (Inst.)                                                                |
| 13   | 〈그래도 너였어〉 - 발매일: 2014년 11월 10일            | 1. 그래도 너였어 |
| 14   | 〈Happy new year〉 - 발매일: 2014년 12월 15일           | 1. Happy new year |

### OST
- 〈왔다! 장보리 OST Part 5〉 (With 비비안) (2014년)